# Bachia bresslaui
Bachia bresslaui är en ödleart som beskrevs av  Ayrton Amaral 1935. Bachia bresslaui ingår i släktet Bachia och familjen Gymnophthalmidae. IUCN kategoriserar arten globalt som sårbar. Inga underarter finns listade.
Arten förekommer i sydvästra Brasilien och i angränsande områden av Paraguay. Honor lägger ägg.